# 佐古和廣
佐古 和廣（さこ かずひろ、1949年〈昭和24年〉4月28日 - ）は、日本の医師。名寄市立総合病院名誉院長、上川北部医療連携推進機構代表理事、士別市立病院経営強化アドバイザー、日本医師会代議員、旭川医科大学理事（地域医療）。
北海道医師会副会長、名寄市立大学学長（第3代）、名寄東病院院長、名寄市立総合病院院長などを歴任。

## 来歴
北海道砂川市出身。子どもの頃は自分でリーダーシップをとる仕事を志し、進路を考えるようになると、医学部に進学して医者になるか、法学部に進学して弁護士になることを視野に入れるようになった。その後、北海道滝川高等学校を経て、1975年（昭和50年）3月、北海道大学医学部医学科を卒業。同年4月、北海道大学医学部附属病院脳神経外科に配属。同年6月、医師免許を取得。その後、小樽市立小樽第二病院脳神経外科、北海道大学附属病院脳神経外科、旭川医科大学脳神経外科助手を経て、1981年（昭和56年）9月、カナダに留学し、マギル大学附属モントリオール神経研究所研究員に就任。PETを用いた研究に従事し、脳循環代謝に関する研究を行った。留学後は旭川市に戻り、旭川医科大学脳神経外科助手を務めた。1984年（昭和59年）8月、脳神経外科専門医に認定。1991年（平成3年）9月、博士（医学）を取得。1992年（平成4年）、名寄市立総合病院の改築に際して脳神経外科を新設することとなり、同年6月、名寄市立総合病院脳神経外科医長に就任。名寄市立総合病院で2年間勤務し、1993年（平成5年）4月からは診療部長を務めた。また、道北脳卒中研究会を立ち上げ、道北地域における脳卒中患者の発症率等のデータベースを構築し、研究に生かした。その後、旭川市に戻り、1994年（平成6年）4月、旭川医科大学脳神経外科講師に就任。旭川医科大学で4年間勤務した。その後、名寄市立大学初代学長に就任した久保田宏から名寄市立総合病院の副院長就任を打診され、1998年（平成10年）4月、名寄市立総合病院副院長に就任。2003年（平成15年）4月、名寄市立総合病院院長に就任。以来10年間病院長を務め、道北北部医療連携ネットワーク（ポラリスネットワーク）の創設、近隣病院の小児科を名寄市立総合病院に集約して小児科医7人体制の24時間救急を構築するなどの取り組みを行った。2013年（平成25年）4月、名寄東病院院長兼名寄市立大学特任教授に就任。2016年（平成28年）4月、名寄市立大学学長に就任。学長在任中、「名寄市立大学の将来構想（ビジョン2026）」の策定、名寄市立総合病院との包括的連携協定の締結、看護学生の実習実験の充実及び地元定着などに尽力した。2019年（令和元年）、北海道医師会副会長に就任。2020年（令和2年）3月31日、名寄市立大学学長を退任。同年7月22日、上川北部医療連携推進機構代表理事に就任。2022年（令和4年）4月1日、旭川医科大学理事（地域医療）に就任。同年11月3日、名寄市文化賞を受賞。